# (23044) Starodub
(23044) Starodub est un astéroïde de la ceinture principale.

## Description
(23044) Starodub est un astéroïde de la ceinture principale. Il fut découvert le 6 décembre 1999 à Socorro (Nouveau-Mexique) par le projet LINEAR. Il présente une orbite caractérisée par un demi-grand axe de 2,27 UA, une excentricité de 0,19 et une inclinaison de 4,6° par rapport à l'écliptique.

## Compléments